# ジェームズ・P・ブレイディ
ガンナー・ジェームズ・パトリック・ブレイディ(英語:Gunner James Patrick Brady、1908年3月11日 - 1967年6月7日失踪)は、カナダ・サスカチュワン州とアルバータ州の政治指導者、活動家。通称はジム・ブレイディ(英語:Jim Brady)。マルコム・ノリスと並んで、同時代の最も影響力のあるメティのリーダーの一人とみなされている。独学で学んだマルクス主義者、社会主義者、そしてメティのナショナリストであり、カナダ共産党のメンバーでもあった。ブレイディは、今日のアルバータ州のメティ居住区の正式化にも貢献することになった。歴史的なメティ居住区の "フェイマス・ファイブ "のメンバーでもある。

## 経歴
1908年3月11日、アルバータ州ストラスコーナでメティと、アイルランドからの移民の間に生まれた。カナダ陸軍に所属し、第二次世界大戦のヨーロッパ戦線で活躍した。また、カナダ西部で数多くのメティの政治団体の設立にも携わった。アルバータ州、サスカチュワン州ラ・ロンジュのメティ協会などである。マルコム・ノリスとともにアルバータ州のメティ入植地形成の原動力となった。

## 失踪
1967年6月7日、サスカチュワン州北部でクリーの友人と出かけたまま失踪した。遺体は発見されなかった。殺害された、あるいは政治的活動のために暗殺されたという憶測を呼んだ。

## 関連リンク
- ウィキメディア・コモンズには、ジェームズ・P・ブレイディに関するカテゴリがあります。
- University of Alberta biographical page on James P. Brady.